# Нукуману (язык)
Нукуману — полинезийский язык, на котором разговаривают на атолле Нукуману в Автономном регионе Бугенвиль Папуа — Новой Гвинеи. Язык использует латинскую письменность.
По оценкам Ethnologue, язык не находится под угрозой исчезновения.